# Forest-sur-Marque
Forest-sur-Marque är en kommun i departementet Nord i regionen Hauts-de-France i norra Frankrike. Kommunen ligger i kantonen Lannoy som tillhör arrondissementet Lille. År 2022 hade Forest-sur-Marque 1 660 invånare.

## Befolkningsutveckling
Antalet invånare i kommunen Forest-sur-Marque
| Referens: INSEE |